# Museo Nacional de Arqueología (Portugal)
El Museo Nacional de Arqueología (en portugués: Museu Nacional de Arqueologia) es el museo arqueológico más grande de Portugal y de los más importantes sobre arte antiguo de la península ibérica. Ubicado en Lisboa, el museo fue fundado en 1893 por el arqueólogo José Leite de Vasconcelos. El museo está localizado en el ala oeste del Monasterio de los Jerónimos de Belém, donde los monjes albergaban sus dormitorios. El museo se construyó en estilo neomanuelino, se inauguró oficialmente en 1906, pero se encuentra  cerrado por obras desde abril de 2022.
El museo es el resultado de los esfuerzos de José Leite de Vasconcelos de crear un museo arqueológico dedicado a la historia del portugués. Con el apoyo del político Bernardino Machado, se estableció un decreto para la creación del Museo Nacional Etnográfico el 20 de diciembre de 1893. El museo es el centro de investigación arqueológico más importante de Portugal. Ha recibido el premio Genio Protector da Colonia Augusta Emerita, entregado por la Fundación de Estudios Romanos y los Amigos del Museo Nacional de Arte Romano de Mérida, España.

## Historia

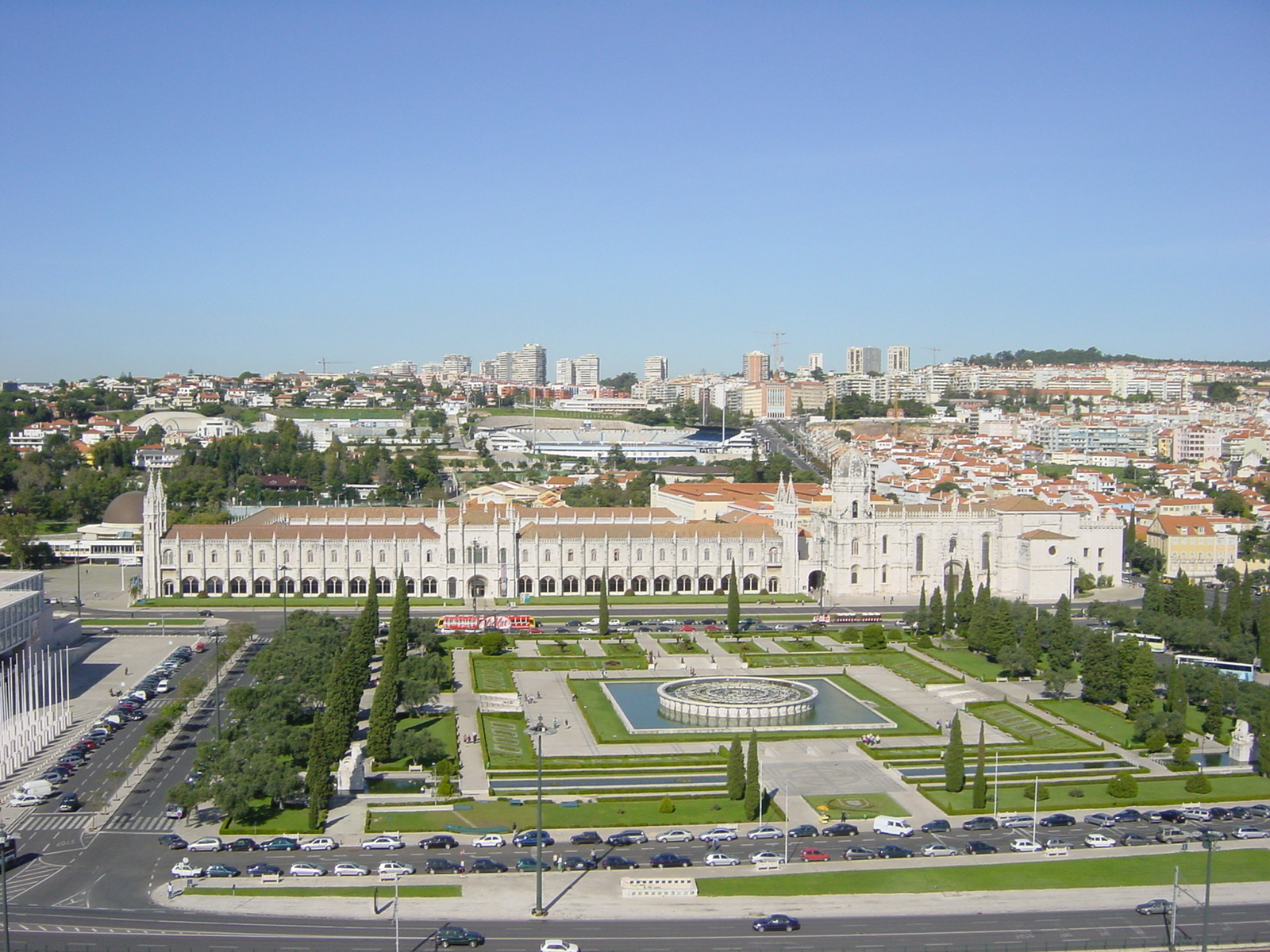
La mayoría de la fachada del Monasterio de los Jerónimos que da a la Praça do Império pertenece al Museo Nacional de Arqueología.

El 20 de diciembre de 1893, el gobierno portugués publicó un decreto para la creación del Museo Nacional Etnográfico gracias a los esfuerzos del arqueólogo José Leite de Vasconcelos y la ayuda del político Bernardino Machado. El museo fue concebido por de Vasconcelos como "Museo de los portugueses", un sueño que creció a medida que lo hizo su trabajo arqueológico. La denominación fue cambiando con el paso de los años, y en 1989 fue renombrado como Museo Nacional de Arqueología - Dr. Leite de Vasconcelos.
A través de los años, el Museo Nacional de Arqueología ha sido objeto de múltiples reorganizaciones de espacio y colección. Originalmente el Museo estuvo ubicado en la Academia de las Ciencias de Lisboa, en una sala cedida por la Comisión Geológica.
En 1903 fue reubicado en el Monasterio de los Jerónimos, un edificio subvencionado por el gobierno el 20 de noviembre de 1900, y el 22 de abril de 1906 abrió sus puertas por primera vez al público. El museo ocupa la mayor parte del Monasterio cuya fachada se encuentra orientada a la Praça do Império. Es un área de gran afluencia turística por la cantidad de museos y monumentos. Debido a que el museo se hizo responsable de las excavaciones arqueológicas en el país, su colección creció exponencialmente. Para lidiar con las limitaciones físicas de sus instalaciones, en la década de 1950 se sugirió que el museo trasladara parte de su colección al campus de la Universidad de Lisboa. Asimismo, también se ha sugerido que fuera trasladado a Cordoaria Nacional.

## Colecciones

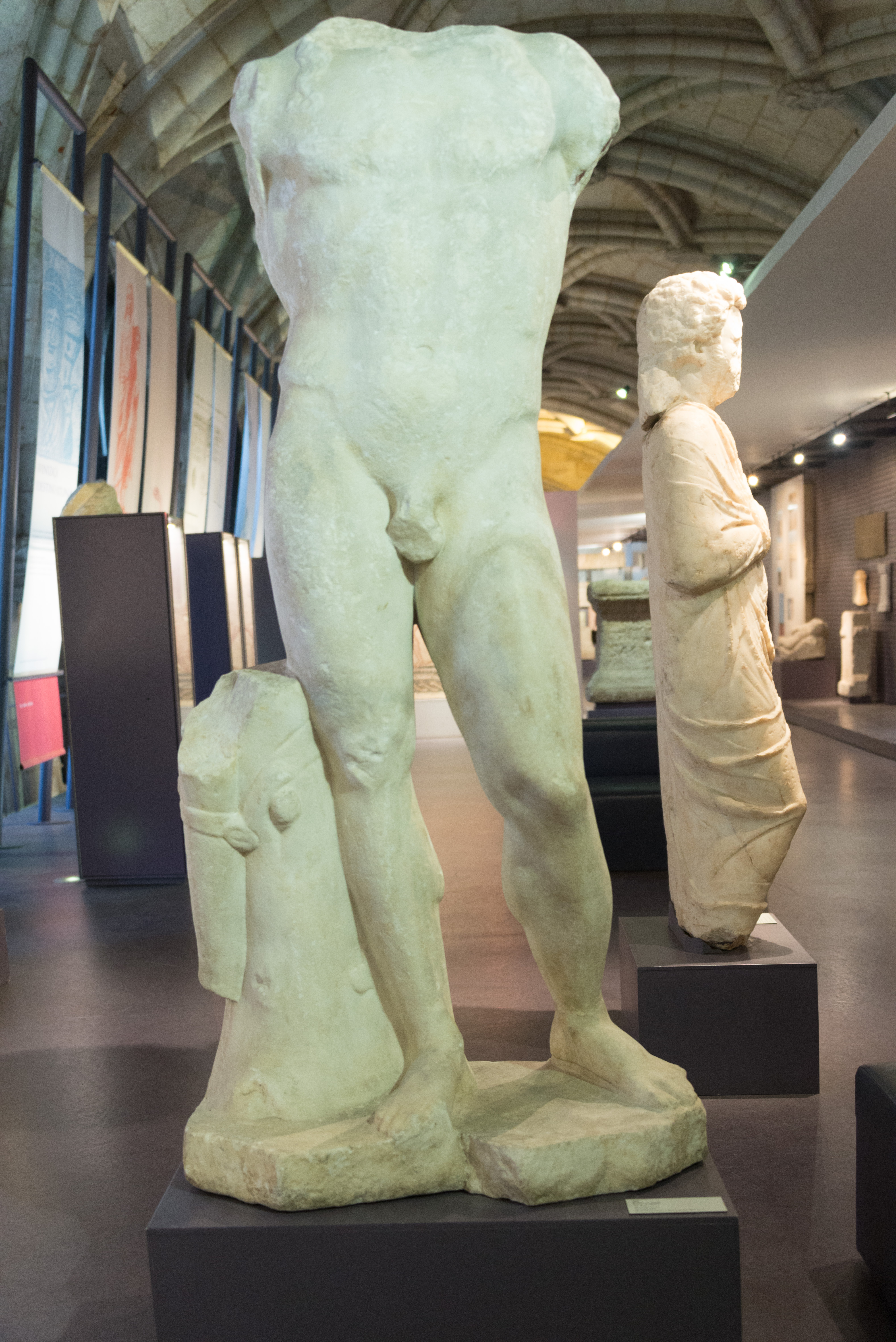
Escultura grecolatina ubicada en el interior del museo.

Las colecciones del museo constan de la colección inicial de Leite de Vasconcelos y otras obras donadas por el Estado, incorporadas de otros museos o el resultado de grandes exploraciones arqueológicas llevadas a cabo por el museo y sus empleados. Alberga artefactos de más de 3.200 yacimientos arqueológicos de la península ibérica con una cronología de más de 500.000 años. Tiene la colección más grande de mosaicos romanos en Portugal. Sus colecciones pueden consultarse a través de MatrizNet.

### Artefactos metálicos
La colección de objetos metálicos es representativa de la historia de la minería y la metalurgia en la península ibérica, incluyendo herramientas realizadas en bronce del periodo Calcolítico (mediados del siglo III a. C.). Asimismo, la colección exhibe las herramientas de hierro más antiguas encontradas en Portugal, específicamente en tumbas ubicadas en la región del Alentejo de la primera Edad del Hierro (siglos VII-VI a. C.). Son relevantes los artefactos conocidos como "Bronces atlánticos" y herramientas de agricultura del periodo romano.

### Escultura
El museo también exhibe la mayor colección de escultura clásica de Portugal. Algunas piezas de gran envergadura son las estatuas de Mértola, el Apolo de Herdade do Álamo (Alcoutim) y los sarcófagos de Tróia y Castanheira do Ribatejo. Son muy relevantes las piezas encontradas en el santuario de San Miguel da Mota, la colección más grande esculpida en mármol de Vila Viçosa-Estremoz. Esta última colección estaba parcialmente destruida, probablemente debido a la iconoclasia de las primeras comunidades cristianas.
Simbólicas del periodo celta en el noreste de Portugal son las monumentales estatuas de granito que representan a príncipes o nobles, a menudo referenciadas como "guerreros gaélicos" que guardan la entrada al museo. El museo alberga la colección más significativa de escultura gaélica de la península ibérica. También en esta colección se hallan las esculturas zoomórficas del verraco, creadas probablemente con intenciones totémicas.

### Mosaicos romanos

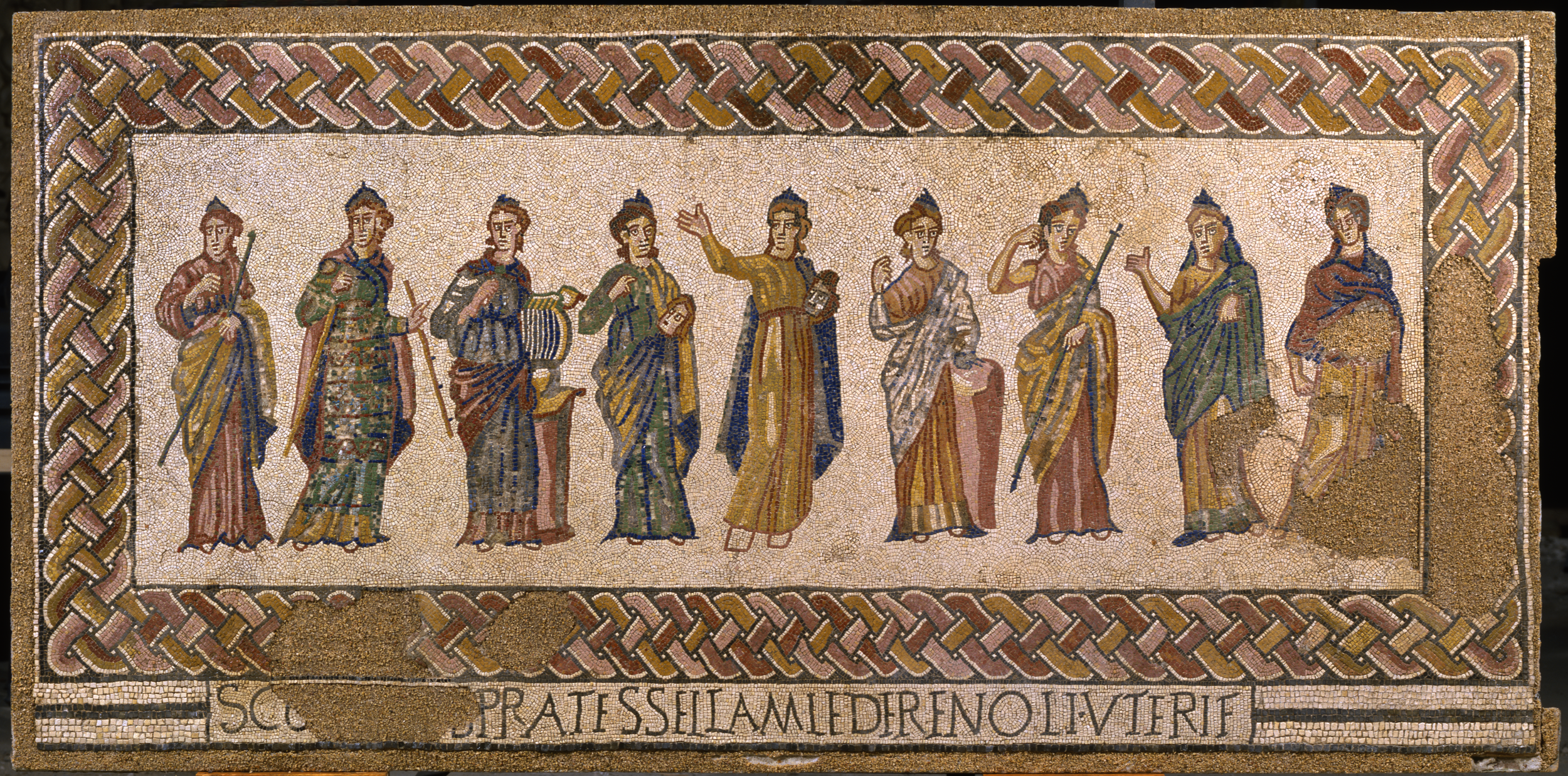
Mosaico romano representando las musas..

Aunque se han encontrado varios mosaicos romanos en Portugal, su colección no puede considerarse de relevancia internacional, especialmente comparada con las colecciones de la vecina España y el norte de África. Sin embargo, en su colección, las piezas más importantes son los mosaicos de las villas romanas de Torre da Palma, Santa Vitória do Ameixial, Milreu y Montinho das Laranjeiras. Los temas más repetidos en los mosaicos provienen de la mitología clásica: el viaje de Odiseo, Orfeo y los trabajos de Hércules. Casi todos los mosaicos datan del siglo III a. C.

### Joyería dorada
La colección del museo alberga más de 1000 piezas de joyería dorada datada desde la Prehistoria a la Edad Antigua. La colección, que anteriormente no se mostraba al público, ahora se exhibe de manera cronológica. Alguna de las piezas más relevantes fueron encontradas en los tesoros de Herdade do Álamo y Baião, las Arrecadas de Paços de Ferreira y el collar de Vilas-Boas.

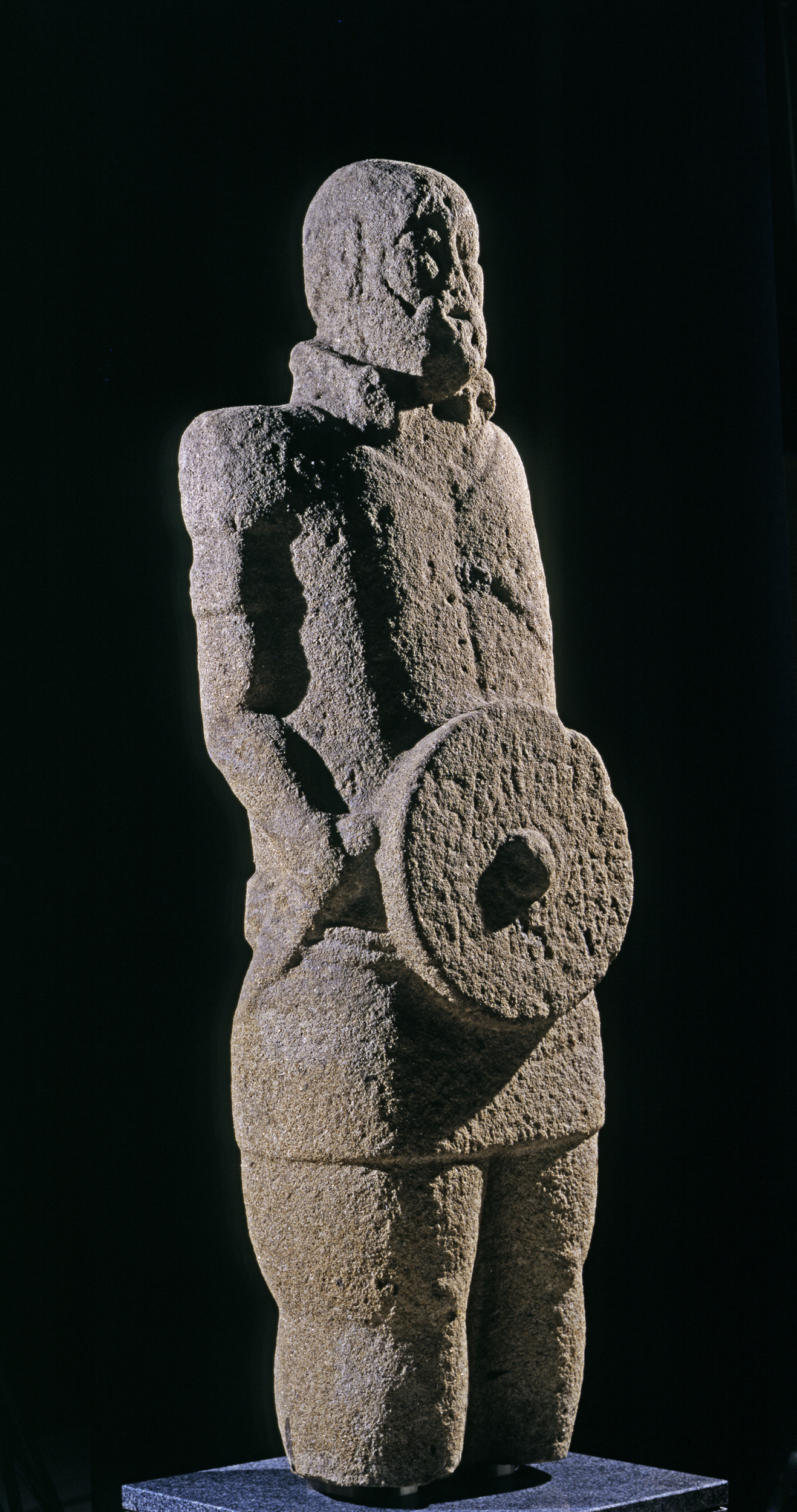
Estatua de guerrero galaico del.

### Epigrafía
El fundador José Leite de Vasconcelos fue un gran epigrafista, por lo que el museo alberga una de las colecciones más relevantes de epigrafía. Caracterizados por tres motivos: funerario, votivo y honorífico; la mayoría de la colección se basa en epigrafías en latín y tumbas. El museo también exhibe una colección de epigrafía cristiana primitiva.
Algunas piezas siguen una patrón predefinido usado en la epigrafía latina del Imperio romano. Inscripciones como D.M.S. (dis manibus sacrum), H.S.E. (hic situs est) and S.T.T.L. (sit tibi terra levis) no dejan duda de su naturaleza funeraria. Las inscripciones más relevantes provienen de piezas votivas hacia la divinidad indígena de Endovélico proveniente del santuario de São Miguel da Mota. Aunque en menor número, también se encuentran epigrafías honoríficas como las Civitas Ammaiensis al emperador Claudio como parte de su culto imperial.

### Medallas y monedas
El museo alberga una pequeña colección de medallas y su colección de monedas pertenecen básicamente al periodo romano. Existen más de 30.000 monedas romanas en los almacenes del museo, que incluyen las primeras monedas usadas en la Lusitania, muchas de ellas encontradas en Santana da Carnota y en Mértola. La gran mayoría datan del periodo de la República romana. De finales del primero romano, una colección del siglo III fue encontrada en Porto Carro y del siglo IV en Tróia.

### Piezas orgánicas
La naturaleza frágil y ardua de preservar materiales orgánicos ha llevado a desarrollar unos almacenes especiales en las dependencias del museo, donde pueden monitorizarse en un entorno adecuado. En su catálogo hay piezas como lana y cuerdas de minas romanas ubicadas en Vipasca (Aljustrel), restos momificados y cestas hechas de cuero pertenecientes a la colección egipcia.

### Antiguo Egipto
La colección del antiguo Egipto alberga 500 artefactos, de los cuales se exhiben alrededor de 300. Su origen se remonta a las piezas compradas por José Leite de Vasconcelos en 1909 durante su viaje a Egipto, así como las colecciones añadidas posteriormente por la reina Amelia de Orleans y la familia Palmela. A pesar de su reducido tamaño, la colección transcurre desde el periodo predinástico hasta la etapa copta.

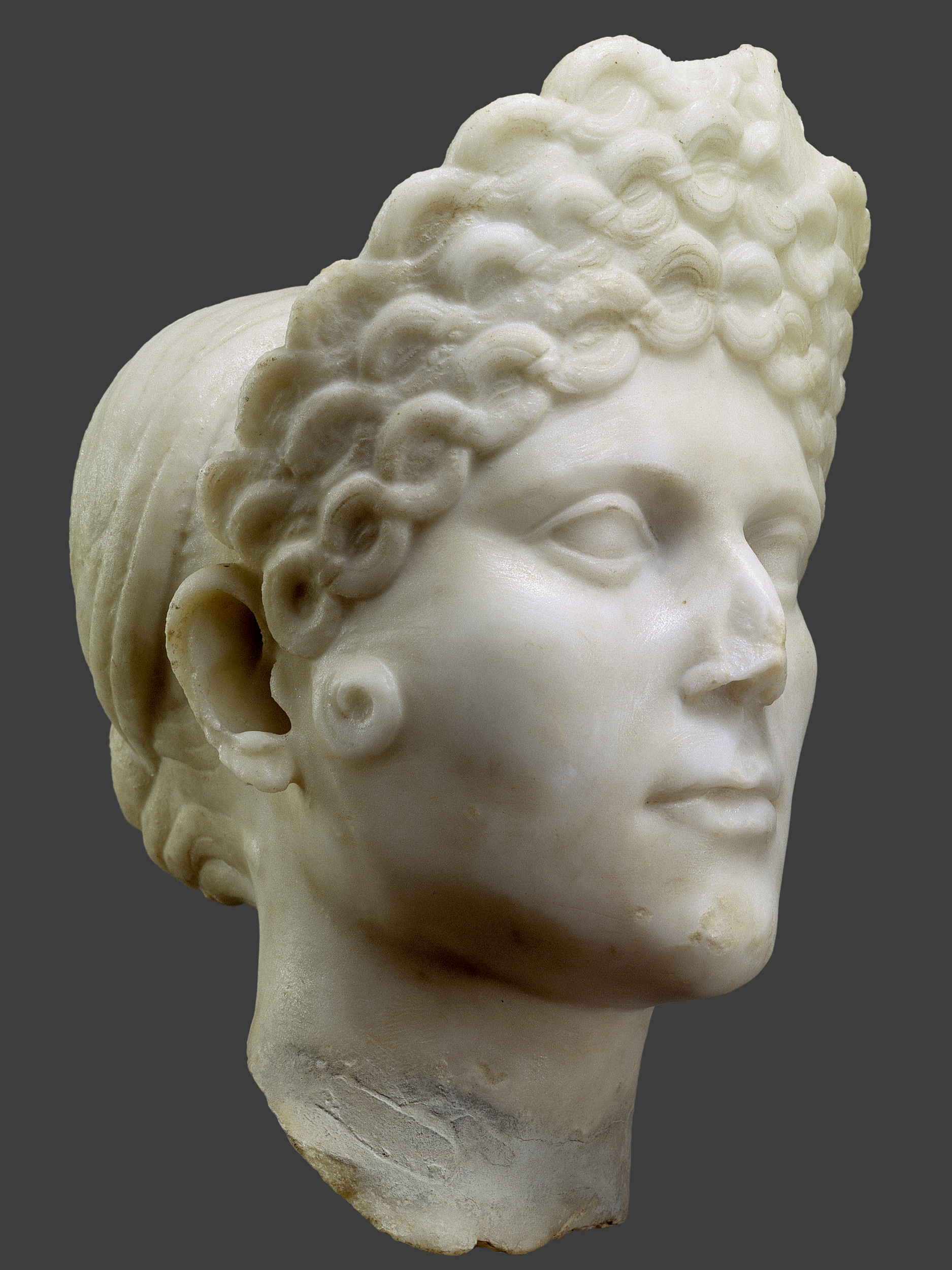
Cabeza femenina de época romana (siglos I-II) encontrada en la provincia de Lusitania.

### Etnografía
La etnografía fue uno de los objetivos originales del proyecto museísticos. José Leite de Vasconcelos viajó por numerosas regiones obteniendo artefactos que ahora forman parte de los núcleos principales del museo. Los más destacados son los de arte religioso popular (que contiene iconografía religiosa, ofrendas y amuletos votivos), arte pastoral, llaves, instrumentos musicales (incluyendo un acordeón del siglo XVIII), juguetes, complementos para fumar, cerámica portuguesa de entre los siglos XVII y XX, entre otros. Asimismo, existe algunas piezas de arte africano como la escultura Tshokwe que representa al guerrero Tshibinda Ilunga.

### Ánforas
En su colección se encuentran piezas que José Leite de Vasconcelos obtuvo en Grecia, así como piezas compradas en subastas, incluyendo una antigua ánfora panatenaica de Pompeya o Herculano. La colección de ánforas del Museo Nacional de Arqueología muestra un importante testamento en relaciones socioeconómicas entre la provincia de Lusitania y los grandes epicentros económicos del mundo romano. La Lusitania se expandió por las costas atlántica y mediterránea y dejó yacimientos arqueológicos desde el siglo I a. C. al siglo V. 
Las ánforas del museo están actualmente siendo estudiadas como parte de las complejas rutas marítimas del Imperio romano. Los yacimientos de Mértola, Castromarín, Torre de Aires y Troia han revelado lazos comerciales entre el occidente y el oriente mediterráneo y el norte de África a través del famoso aceite y vino de la Bética encontrado en varias ánforas. Asimismo, se han encontrado productos de lujo como el garum, elaborado con las conservas del pescado.

## Misión
Los directores del museo que siguieron a Vasconcelos apoyaron varias excavaciones arqueológicas, cuyos artefactos resultantes acabaron en el museo. Sin embargo, la mayoría de las investigaciones se han centrado en la colección permanente del museo. El objetivo y misión del museo continúa actualmente los mismos preceptos: contar la historia de los portugueses en su territorio nacional, desde sus orígenes hasta el nacimiento de la nación.
El centro de investigaciones arqueológicas más grande del país se encuentra en el museo. Además de investigación y educación, el museo es el centro nacional de exhibiciones de naturaleza arqueológica, y publica periódicamente Portuguese Archaelogist desde 1895.